# Ideopsis mincia
Ideopsis mincia är en fjärilsart som beskrevs av Hans Fruhstorfer 1910. Ideopsis mincia ingår i släktet Ideopsis och familjen praktfjärilar. Inga underarter finns listade i Catalogue of Life.